# Euphorbia groenewaldii
Euphorbia groenewaldii (лат.) — редкий вид суккулентных растений рода Молочай (Euphorbia) семейства Молочайные (Euphorbiaceae), эндемично произрастающий на территории Лимпопо (Южно-Африканская Республика).

## Название
Род Euphorbia был назван в честь Эуфорба, придворного врача царя Мавритании Юбы II.
Видовой латинский эпитет был присвоен в честь Баренда Грёневальда (англ. Barend Hermanus Groenewald), южноафриканского специалиста-любителя по Алоэ.

## Описание
Euphorbia groenewaldii — суккулентный полукустарник. 
Растение представляет собой небольшой колючий молочай с 5-7 причудливо изогнутыми стеблями, формирующимися на уровне земли из подземного каудекса. Рыхлая розетка стеблей обычно не превышает 25 см в диаметре. Корень мясистый и стержневой. Каудекс вздутый, деревянистый, более или менее подземный, достигающий длины до 20 см и диаметра 8 см. Каудекс формируется путем слияния главного стебля с толстым, мясистым, клубневидным корнем и включает в себя как корневую, так и стеблевую ткань, переход между которыми различим с трудом. Стебли до 7 см в длину, трехгранные, 2(-3) см в ширину, окрашенные от темно-зеленого до пурпурного, спирально изогнутые, с выступающими зубцами до 1 см в длину. Шипы длиной до 1 см. Прилистниковые шипы минимальные.
Цветоносы толстые, длиной до 1 см; циатии до 7 мм в диаметре; нектарные железы продолговатые, желтые, едва соприкасающиеся. Плод туполопастный, диаметром 8 мм, сидячий. Семена почти шаровидные, гладкие.

## Распространение
Euphorbia groenewaldii представляет собой эндемичный вид, обитающий в районе Полокване провинции Лимпопо. Растения формируют изолированные популяции в полусельских районах Га Мотиба и Далмада. Обычно они произрастают на скальных обнажениях, между скалами, на небольших гранитных холмах и грядах между полосами сланцев, предпочитая песчанистую красную супесчаную почву на высоте от 1100 до 1500 м. Растения предпочитают расти на склонах северной и северо-западной экспозиции.
Климат в данном регионе сухой, с холодными зимами. Наиболее низкие температуры обычно отмечаются в июне и июле, когда термометр может опускаться до -4 градусов по Цельсию. Лето характеризуется высокими температурами, достигающими до 36°C. Основные осадки выпадают летом, среднее количество осадков в месяц составляет около 80 мм в период с ноября по январь.
Растения могут подвергаться повреждениям от огня, но этот фактор также оказывает стимулирующее воздействие на зрелые экземпляры, способствуя появлению новых приростов, цветков и плодов. Огонь также осуществляет очистительное воздействие на прилегающую почву, устраняя травянистое покрытие и создавая условия для успешного укоренения большего числа саженцев. Этот вид обладает способностью выживать в условиях быстро распространяющихся травяных пожаров, благодаря наличию подземного клубневого запаса.

## Таксономия
Euphorbia groenewaldii R.A.Dyer, первое упоминание в Fl. Pl. South Africa 18: 714 (1938).